# با اتول
با اتول (بالديفهية:މާޅޮސްމަޑުލު ދެކުނުބުރި) (بالإنجليزية: Baa Atoll)‏ هي جزيرة أو إحدى التقسيمات الإدارية في جزر المالديف. وهي تحتوي على 3 جزر طبيعية مُختلفة.

## معرض صور

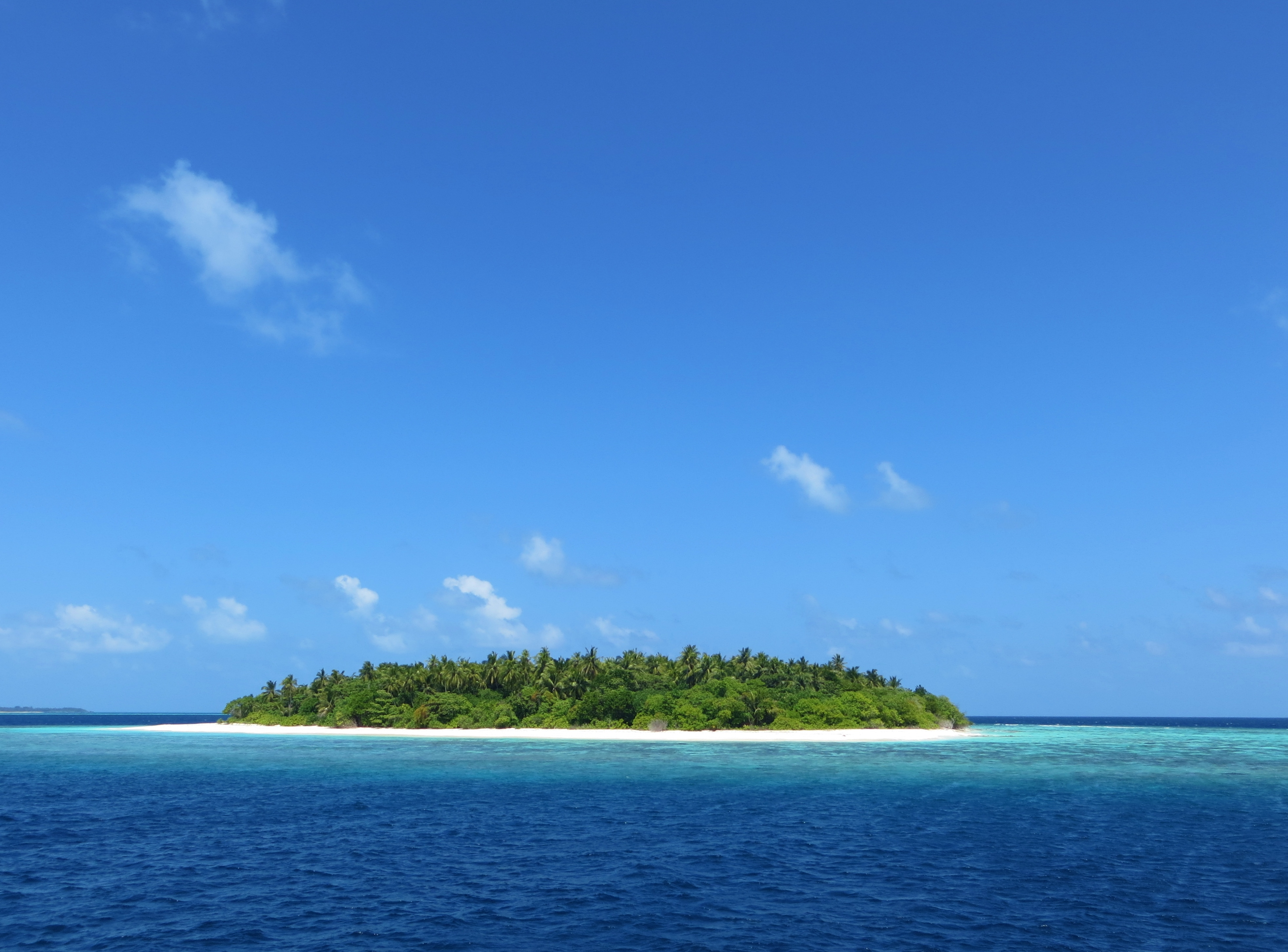
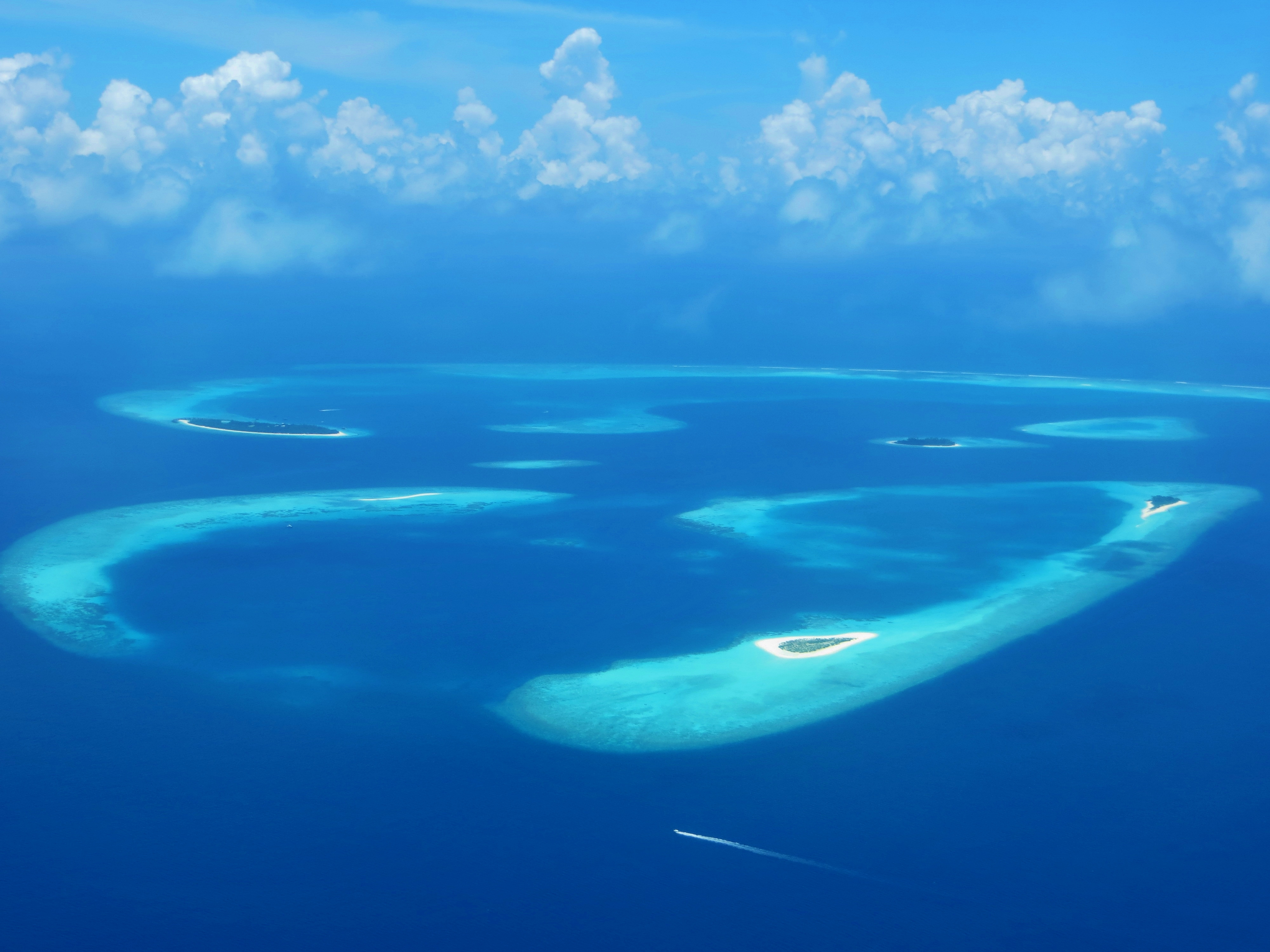
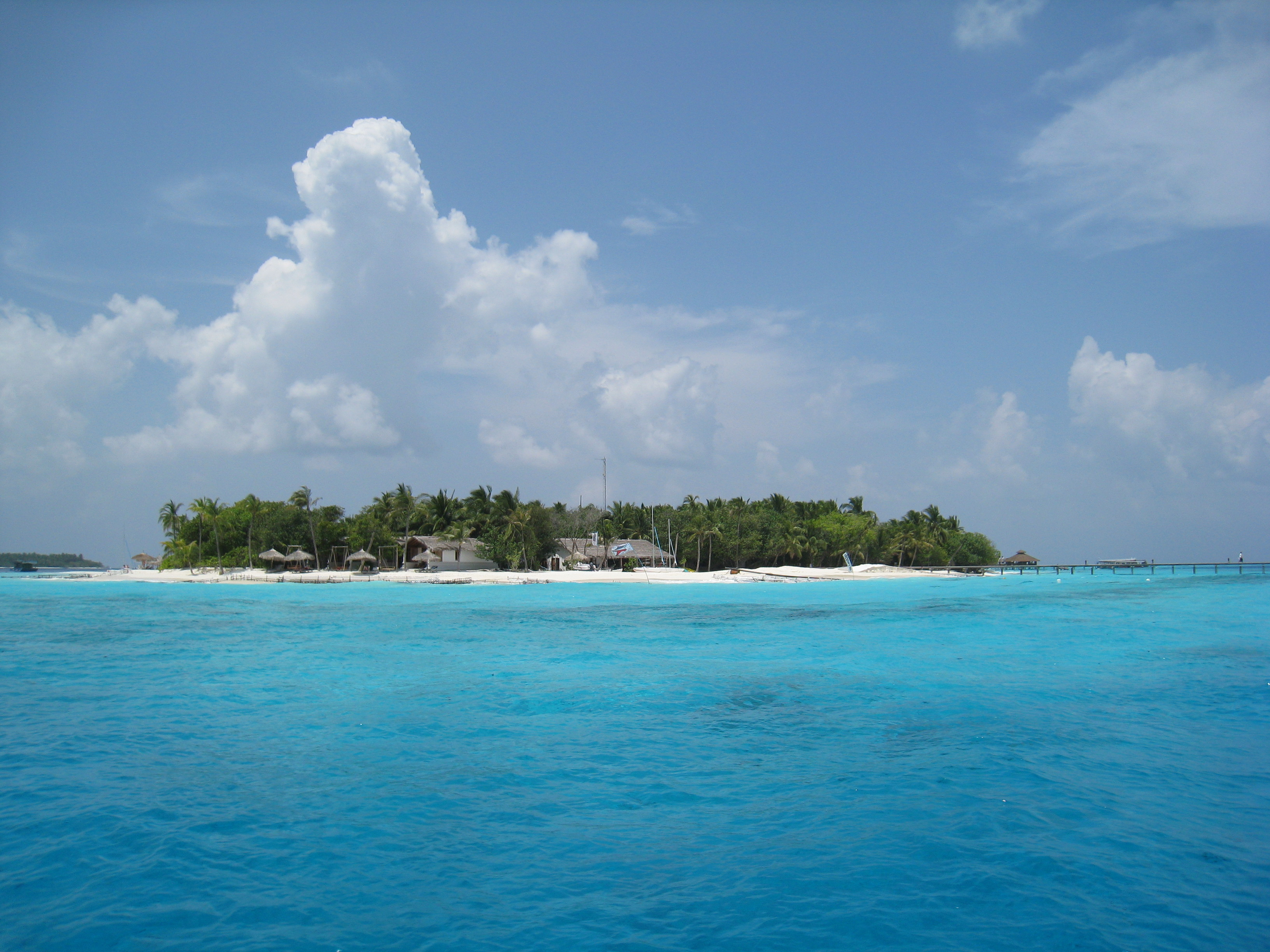

## أعلام
- عبد الواحد حسين